# نیو لبنان (ایندیانا)
نیو لبنان (به انگلیسی: New Lebanon) یک منطقهٔ مسکونی در ایالات متحده آمریکا است که در شهرستان سولیوان، ایندیانا واقع شده‌است. نیو لبنان ۱۵۸ متر بالاتر از سطح دریا واقع شده‌است.